# Treni della morte

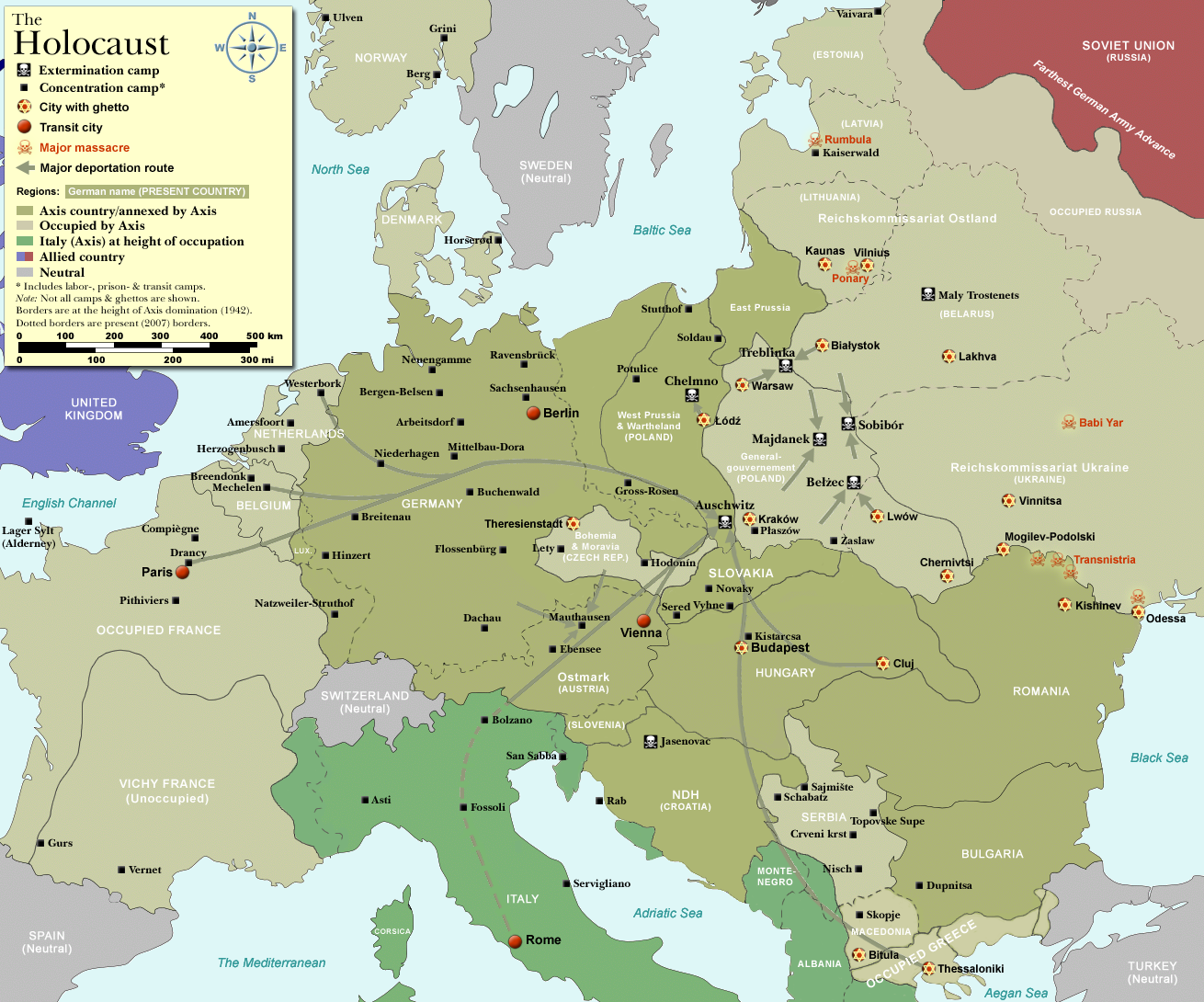
Mappa delle principali vie di deportazione e dei campi.

I treni della morte erano i trasporti ferroviari gestiti dal sistema ferroviario nazionale Deutsche Reichsbahn sotto il controllo della Germania nazista e dei suoi alleati, con l'obiettivo della deportazione forzata degli ebrei, così come delle altre vittime dell'Olocausto, nei campi di concentramento, di lavoro o di sterminio nazisti.
La velocità di eliminazione delle persone prese di mira nella soluzione finale dipendeva da due fattori: la capacità dei campi di sterminio di gasare le vittime e smaltire rapidamente i corpi e la capacità delle ferrovie di trasportarle dai ghetti verso i campi di sterminio. I numeri attuali più accurati riguardo alla portata della soluzione finale in parte si basano ancora sui registri di spedizione delle ferrovie tedesche.

## Prima della guerra
La prima deportazione di massa degli ebrei dalla Germania nazista, la Polenaktion, avvenne nell'ottobre 1938. Fu lo sgombero forzato degli ebrei tedeschi con cittadinanza polacca durante gli eventi della Notte dei cristalli. Circa 30.000 ebrei furono radunati e inviati via ferrovia nei campi profughi.

## Il ruolo delle ferrovie nella soluzione finale

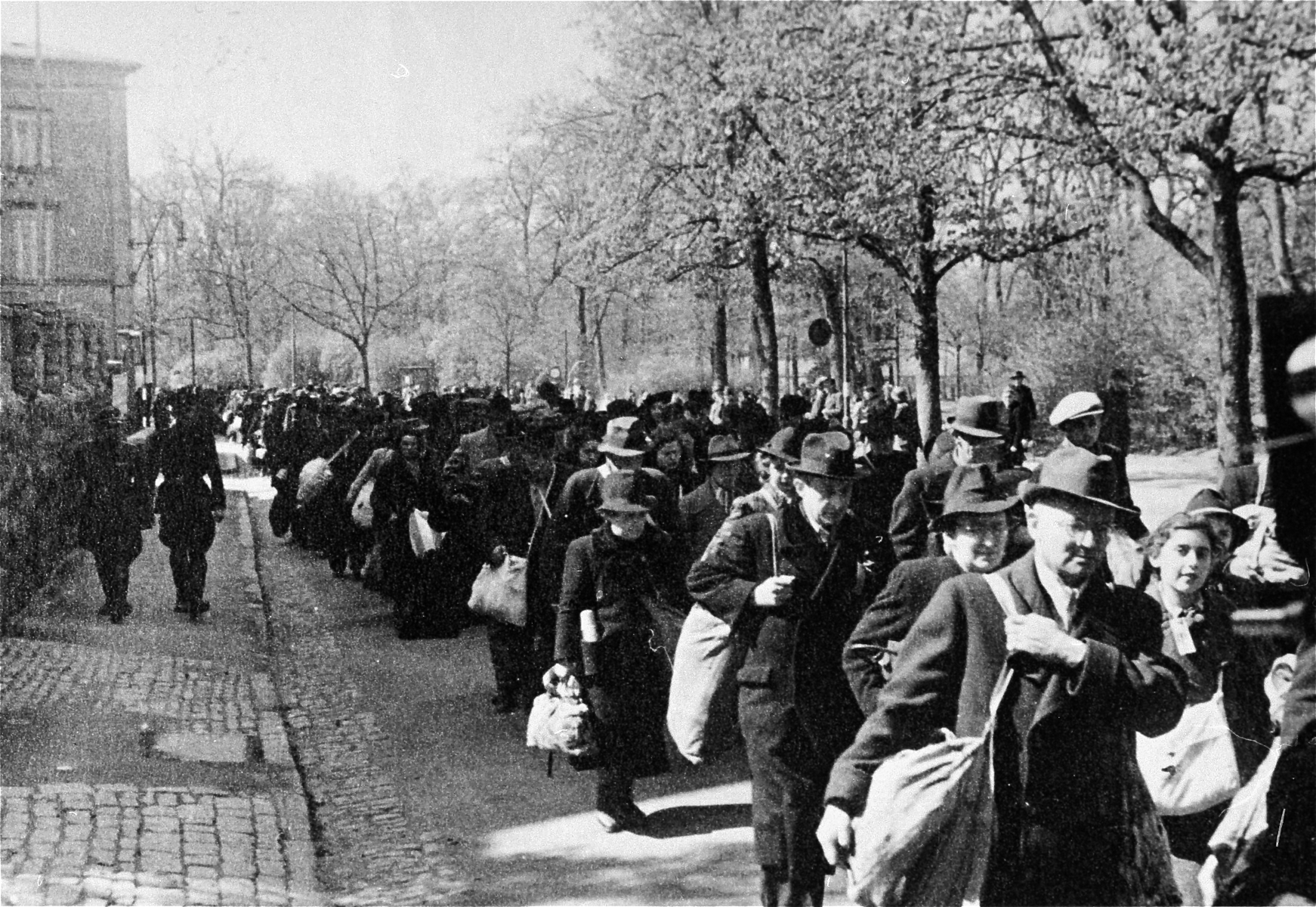
25 aprile 1942, gli ebrei vengono deportati da Würzburg. La deportazione avvenne in pubblico e fu testimoniata da molti tedeschi.

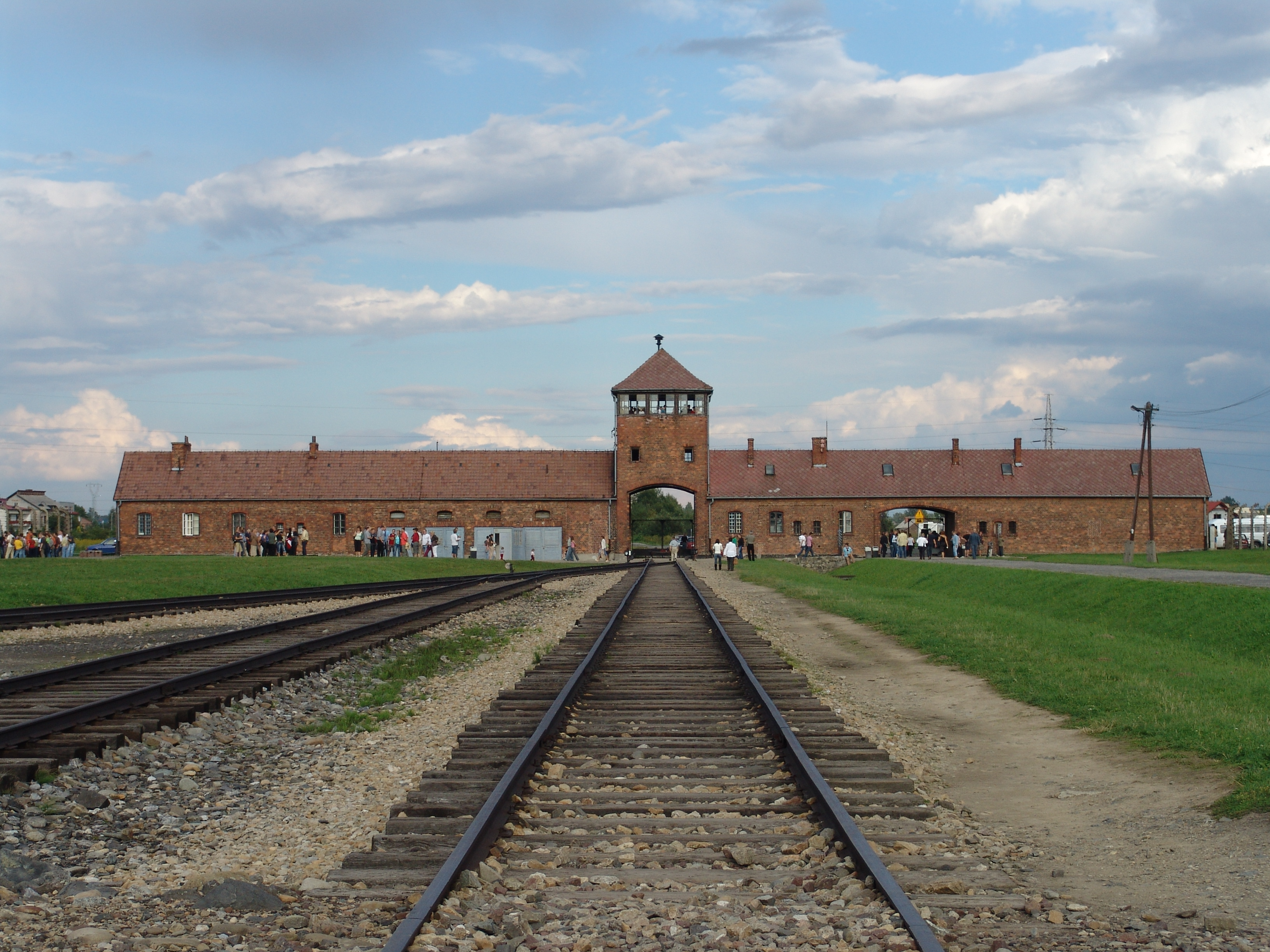
La famigerata "Porta della Morte" di Auschwitz-Birkenau, costruita nel 1943.

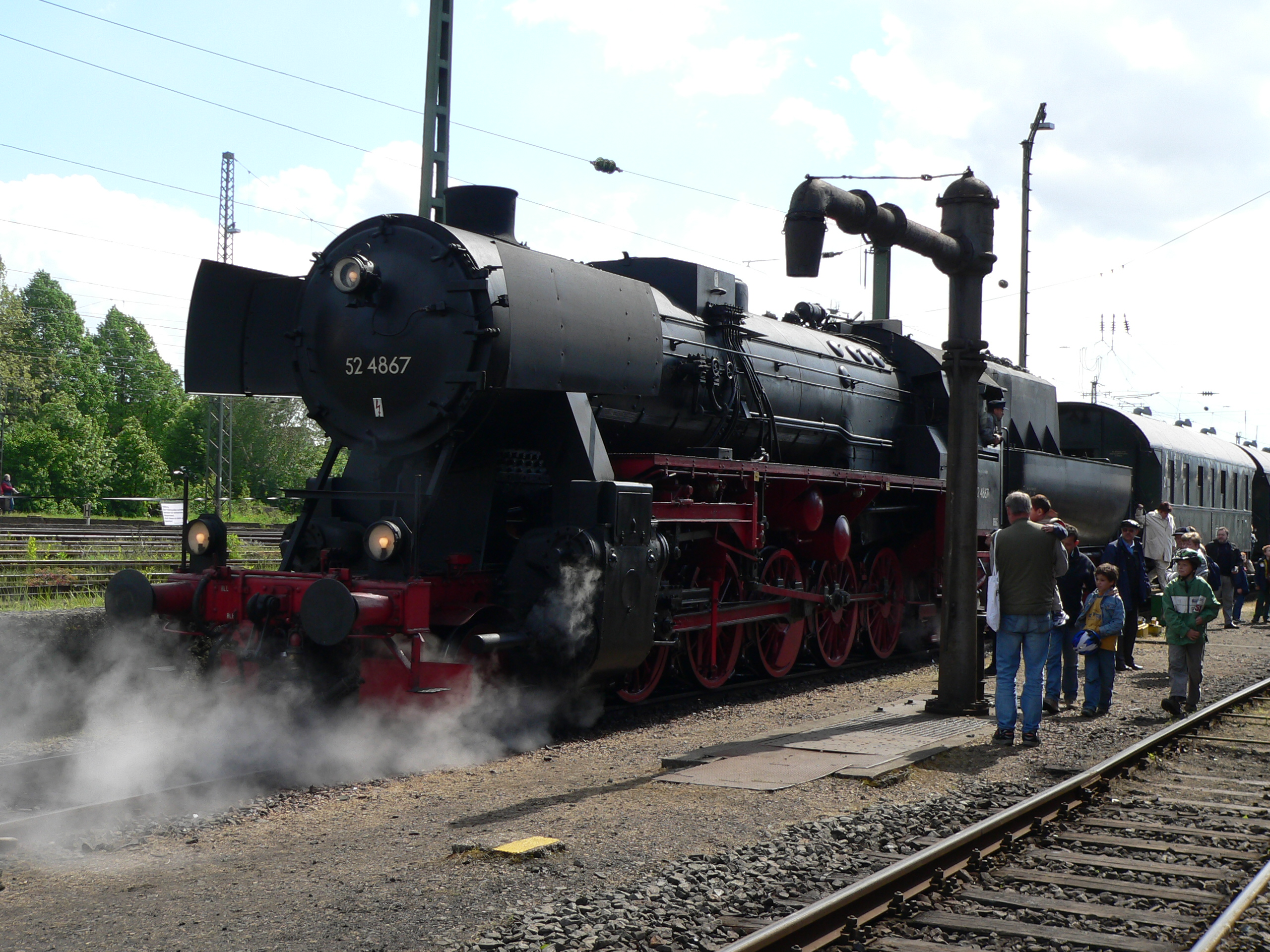
Locomotiva a vapore DRB Class 52 utilizzata dalla "Deutsche Reichsbahn" durante la Seconda guerra mondiale. Era la motrice maggiormente usata per i "treni della morte".

Durante le varie fasi dell'Olocausto i treni furono impiegati in vari modi. In un primo momento erano usati per concentrare le popolazioni ebraiche nei ghetti e spesso per trasportarle nei campi di lavoro forzato e nei campi di concentramento tedeschi a scopo di sfruttamento economico. Nel 1939, per ragioni logistiche, le comunità ebraiche negli insediamenti senza linee ferroviarie nella Polonia occupata furono sciolte. Alla fine del 1941 circa 3,5 milioni di ebrei polacchi erano stati segregati e ghettizzati dalle SS in una massiccia campagna di deportazione che prevedeva l'uso di treni merci. I ghetti permanenti avevano collegamenti ferroviari diretti, perché l'approvvigionamento alimentare (pagato dagli stessi ebrei) dipendeva in tutto dalle SS, come in tutti i campi di lavoro di nuova costruzione. Agli ebrei era vietato per legge di cuocere il pane. Venivano tenuti isolati dal resto della popolazione in centinaia di prigioni virtuali chiamate Jüdische Wohnbezirke o Wohngebiete der Juden. Ma a lungo andare questo sistema si rivelò economicamente insostenibile: alla fine del 1941 la maggior parte degli abitanti dei ghetti non aveva più risparmi per pagare alle SS ulteriori consegne di cibo. Il problema fu risolto durante la conferenza di Wannsee del 20 gennaio 1942, dove fu messa a punto la "Soluzione finale della questione ebraica" (die Endlösung der Judenfrage): un eufemismo riferito al piano nazista di annientare il popolo ebraico.
Durante la liquidazione dei ghetti, iniziata nel 1942, i treni furono utilizzati per trasportare le popolazioni condannate ai campi di sterminio. Per attuare la "soluzione finale", i nazisti fecero della propria Deutsche Reichsbahn un elemento indispensabile della macchina di sterminio di massa, scrisse lo storico Raul Hilberg. Sebbene i treni dei prigionieri portassero via prezioso spazio sui binari, consentirono il trasporto di grandi masse e abbreviarono i tempi previsti per lo sterminio. La struttura completamente chiusa e senza finestre dei carri bestiame ridusse notevolmente il numero e il livello di addestramento necessario delle truppe che scortavano a destinazione gli ebrei condannati. L'uso delle ferrovie permise ai nazisti di tenere in piedi le bugie sul "programma di reinsediamento" e, allo stesso tempo, di costruire e gestire impianti di gassificazione più efficienti che richiedevano una supervisione limitata.
I nazisti spacciarono la soluzione finale per il reinsediamento di massa nei territori orientali. Alle vittime veniva detto che erano destinate ai campi di lavoro nel Reichskommissariat Ukraine. In realtà, dal 1942 in poi per la maggior parte degli ebrei le deportazioni significarono sostanzialmente solo la morte a Bełżec, Chełmno, Sobibór, Majdanek, Treblinka o Auschwitz-Birkenau. Alcuni treni all'andata trasportavano materiale al fronte orientale e al ritorno carichi umani diretti ai campi di sterminio. Il piano veniva realizzato nella massima segretezza. Alla fine del 1942, durante una conversazione telefonica, il segretario privato di Hitler Martin Bormann ammonì Heinrich Himmler, che lo informava dei circa 50.000 ebrei sterminati in un campo di concentramento in Polonia. "Non sono stati sterminati - gridò Bormann - solo evacuati, evacuati, evacuati!", e sbatté il telefono, secondo quanto riportato da Enghelberg.
A seguito della conferenza di Wannsee del 1942, i nazisti iniziarono l'uccisione degli ebrei su larga scala nei campi di sterminio di nuova costruzione nell'ambito dell'operazione Reinhard. (Le squadre mobili Einsatzgruppen conducevano esecuzioni di massa degli ebrei nell'Europa orientale già fin dal 1941). Gli ebrei dell'Europa occidentale venivano deportati nei ghetti già svuotati attraverso uccisioni di massa, come quella degli abitanti del ghetto di Riga (il massacro di Rumbula), o inviati direttamente a Treblinka, Belzec e Sobibór, i campi di sterminio costruiti nella primavera e nell'estate del 1942 solo per la gassificazione. Le camere a gas di Auschwitz II Birkenau entrarono in funzione a marzo. L'ultimo campo di sterminio, Majdanek, iniziò a funzionare alla fine del 1942.
A Wannsee le SS stimarono che la soluzione finale avrebbe potuto eradicare fino a 11 milioni di ebrei europei; i pianificatori nazisti immaginavano anche l'inclusione degli ebrei che vivevano nei paesi neutrali e non occupati come Irlanda, Svezia, Turchia e Regno Unito. Le deportazioni di questa portata richiedevano il coordinamento di numerosi ministeri e organizzazioni statali, tra cui la Direzione generale per la sicurezza del Reich (RSHA), il Ministero dei trasporti del Reich e il Ministero degli esteri del Reich. La RSHA coordinò e diresse le deportazioni; il Ministero dei Trasporti stilò gli orari dei treni; il Ministero degli Esteri concordò con gli stati alleati della Germania e con le loro ferrovie il "trattamento" dei loro ebrei.

## Il viaggio e l'arrivo

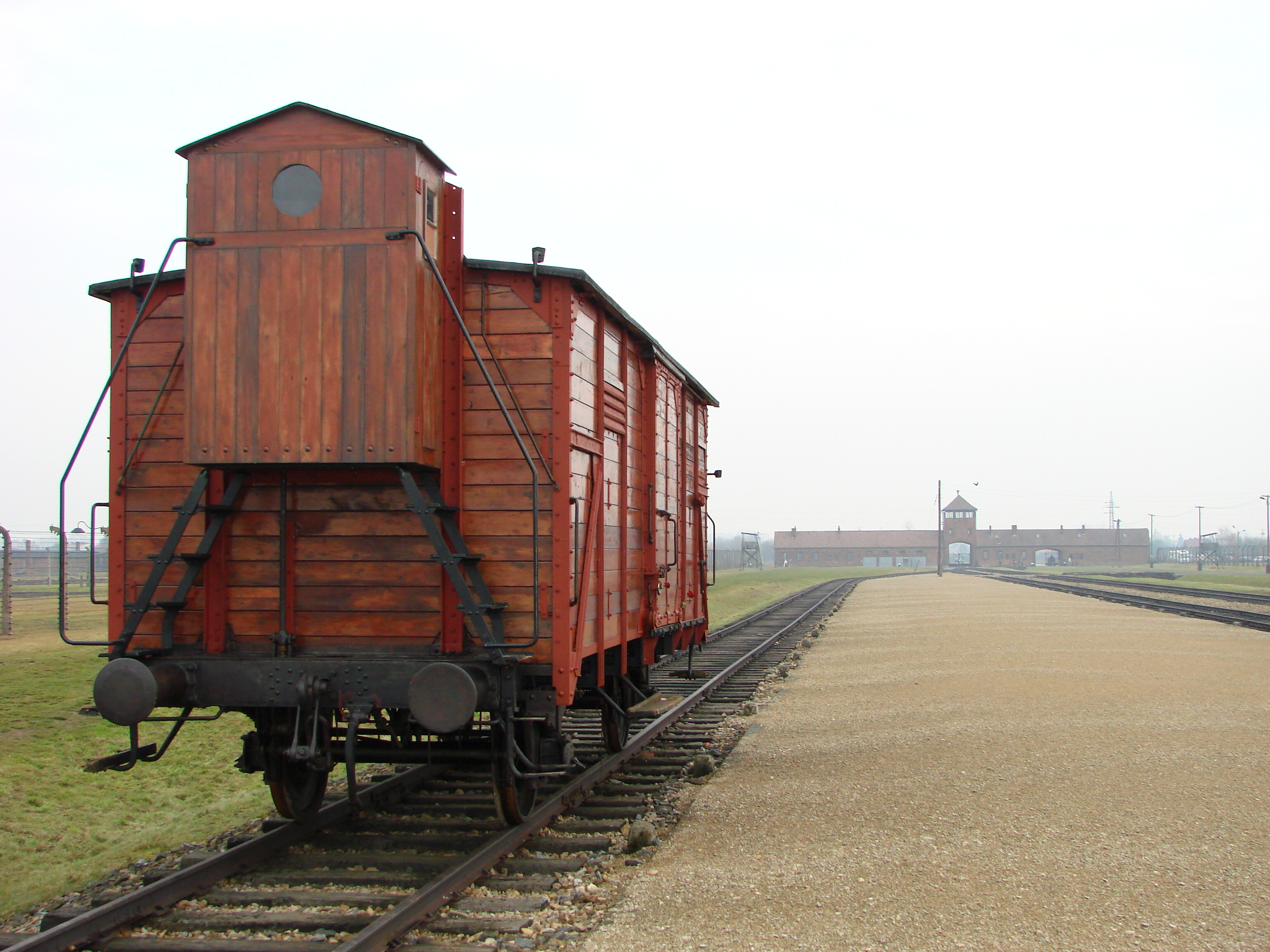
Carro sul binario di raccordo - Oświęcim - Polonia.

I primi treni con ebrei tedeschi espulsi dai ghetti della Polonia occupata iniziarono a partire dalla Germania centrale il 16 ottobre 1941. Chiamati Sonderzüge (treni speciali), avevano una bassa priorità per il movimento e passavano sulla linea principale solo dopo tutti gli altri trasporti; di conseguenza il tempo di trasporto inevitabilmente si protraeva oltre al previsto.
A volte i treni si componevano da carrozze passeggeri di terza classe, ma più spesso da vagoni per merci o bestiame; quest'ultimo tipo poteva contenere fino a 150 deportati, anche se il regolamento delle SS ne prevedeva 50. Non veniva fornito né cibo né acqua, i vagoni merci Güterwagen erano dotati solo di una latrina a secchio; una piccola finestra con le sbarre permetteva una ventilazione irregolare, per cui spesso avvenivano morti per soffocamento.

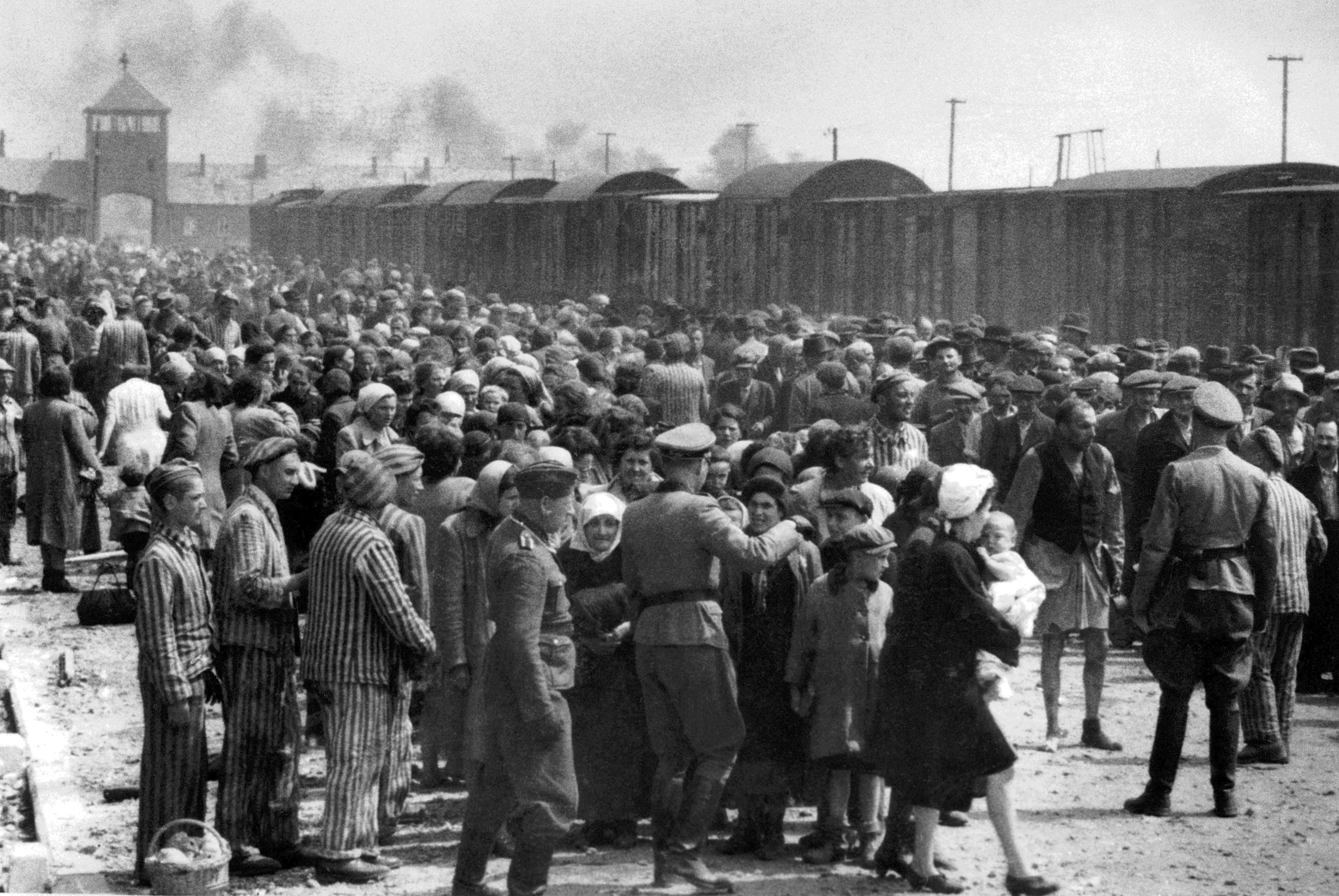
1944, selezione degli ebrei della Rutenia sulla Judenrampe. Essere mandati a destra significava assegnazione al lavoro forzato; a sinistra, alle camere a gas.

A volte i tedeschi non avevano abbastanza vagoni al completo per inviare ai campi un carico di ebrei significativo,, quindi le vittime passavano la notte rinchiuse nelle carrozze nei piazzali di sosta. Anche i treni dell'Olocausto davano precedenza ai treni militari; mediamente un trasporto richiedeva circa quattro giorni. Il trasporto più lungo della guerra, da Corfù, durò 18 giorni. Quando il treno arrivò al campo e le porte furono aperte, erano già tutti morti.
Nella Polonia occupata le SS costruirono tre campi di sterminio, appositamente per l'operazione Reinhard: Bełżec, Sobibór e Treblinka. Erano dotati di identiche installazioni per le uccisioni di massa camuffate da docce comuni. Nel 1942 furono sviluppate camere a gas nel campo di concentramento di Majdanek e ad Auschwitz II-Birkenau.
Nell'URSS occupata dai tedeschi, nel campo di sterminio di Malyj Trostenec, le vittime venivano fucilate nei boschi. A Chelmno le uccisioni avvenivano nei furgoni: i gas di scarico del furgone venivano immessi nei compartimenti sigillati nella parte posteriore del veicolo; questi mezzi furono usati anche a Trostenec. Nessuno di questi due campi aveva collegamenti ferroviari internazionali, pertanto i treni si fermavano rispettivamente al vicino ghetto di Łódź e al ghetto di Minsk. Da lì i prigionieri si trasportavano sui camion. A Treblinka, Belzec e Sobibor il meccanismo di uccisione consisteva in un grande motore a combustione interna che rilasciava i gas di scarico, immessi nelle camere a gas attraverso dei tubi. Ad Auschwitz e Majdanek le camere a gas adoperavano lo Zyklon B a base di acido cianidrico, versato attraverso le prese d'aria nel tetto da lattine sigillate ermeticamente.
Una volta scesi dai mezzi di trasporto, i prigionieri venivano divisi per categoria. Gli anziani, i giovani, i malati e gli invalidi a volte venivano separati per essere fucilati immediatamente, mentre gli altri venivano preparati per le camere a gas. In una sola giornata lavorativa di 14 ore in uno di questi campi si poteva uccidere da 12.000 a 15.000 persone La capacità dei forni crematori di Birkenau era di 20.000 corpi al giorno.

## Conteggi

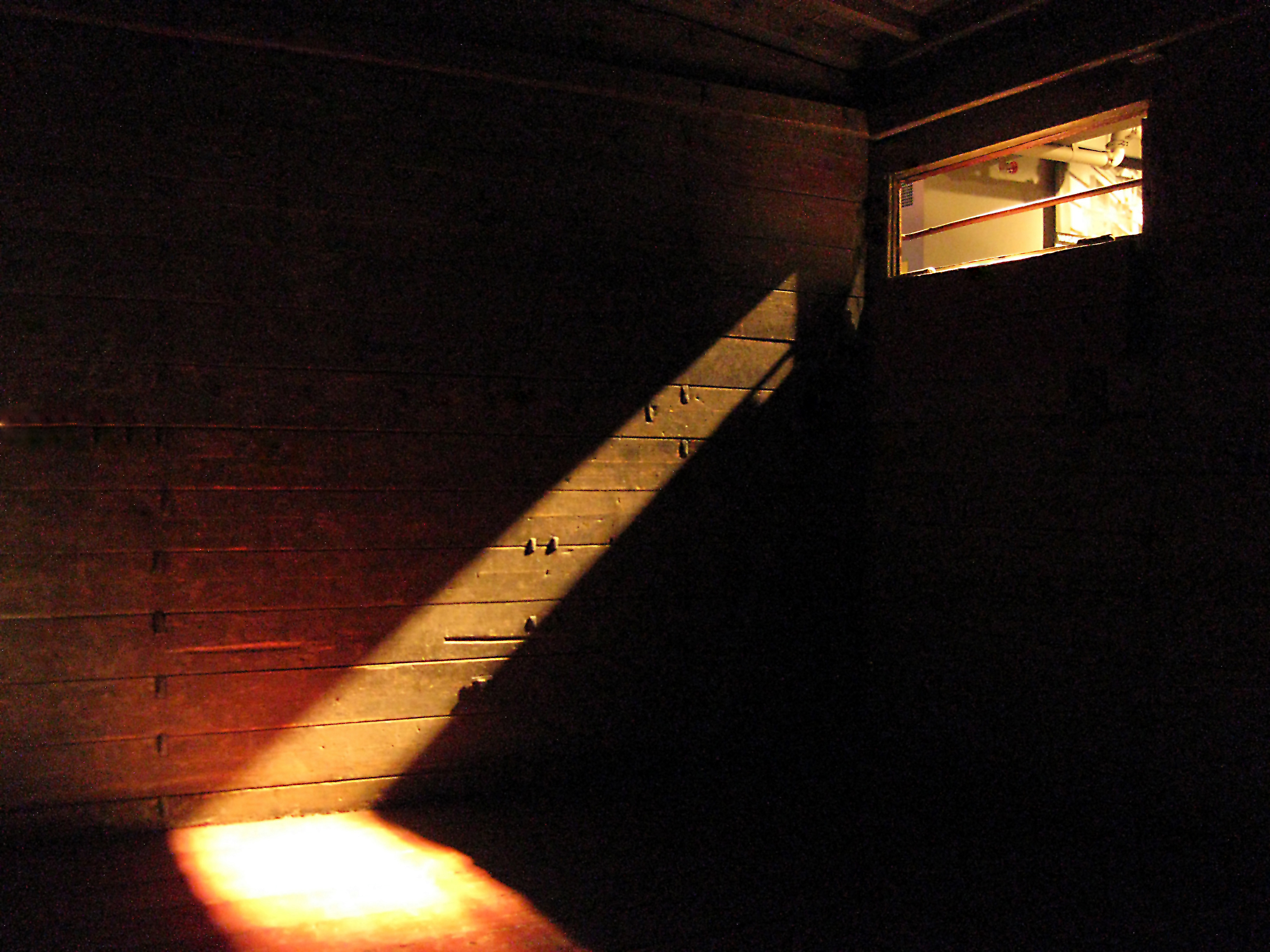
Interno di un vagone merci utilizzato per il trasporto durante l'Olocausto, United States Holocaust Memorial Museum a Washington.

Il mezzo di trasporto standard era un vagone merci lungo 10 metri, ma le SS utilizzavano anche carrozze passeggeri di terza classe, in particolare nei Paesi Bassi e in Belgio. Il manuale delle SS suggeriva per ogni convoglio una capacità di carico di 2.500 persone in 50 vagoni: 50 prigionieri ogni carro merci. In realtà venivano regolarmente caricati al 200% della capacità, ovvero 100 persone per vagone, una media di 5.000 persone per convoglio. Durante la deportazione di massa degli ebrei dal ghetto di Varsavia a Treblinka nel 1942 i treni portarono fino a 7.000 vittime ciascuno.
In totale il Ministero dei trasporti del Reich approntò oltre 1.600 treni, registrati principalmente dalla compagnia ferroviaria statale polacca rilevata dalla Germania, poiché la maggior parte dei campi di sterminio si trovava nella Polonia occupata. Tra il 1941 e il dicembre 1944, data ufficiale di chiusura del complesso di Auschwitz-Birkenau, il ritmo degli arrivi era di 1,5 treni al giorno: 50 vagoni merci × 50 prigionieri per vagone merci × 1.066 giorni = ~ 4.000.000 di prigionieri in totale.
Il 20 gennaio 1943 Himmler inviò una lettera ad Albert Ganzenmüller, sottosegretario di Stato al Ministero dei trasporti del Reich, chiedendo: "Ho bisogno del tuo aiuto e sostegno. Se voglio concludere velocemente le cose, devo avere più treni." Dei 6 milioni stimati di ebrei sterminati durante la seconda guerra mondiale, 2 milioni furono assassinati sul posto dai militari, dalle Waffen-SS, dai battaglioni della Polizia e dagli squadroni della morte degli Einsatzgruppen aiutati dalla polizia locale. Il resto fu spedito a morire altrove.

## Pagamento

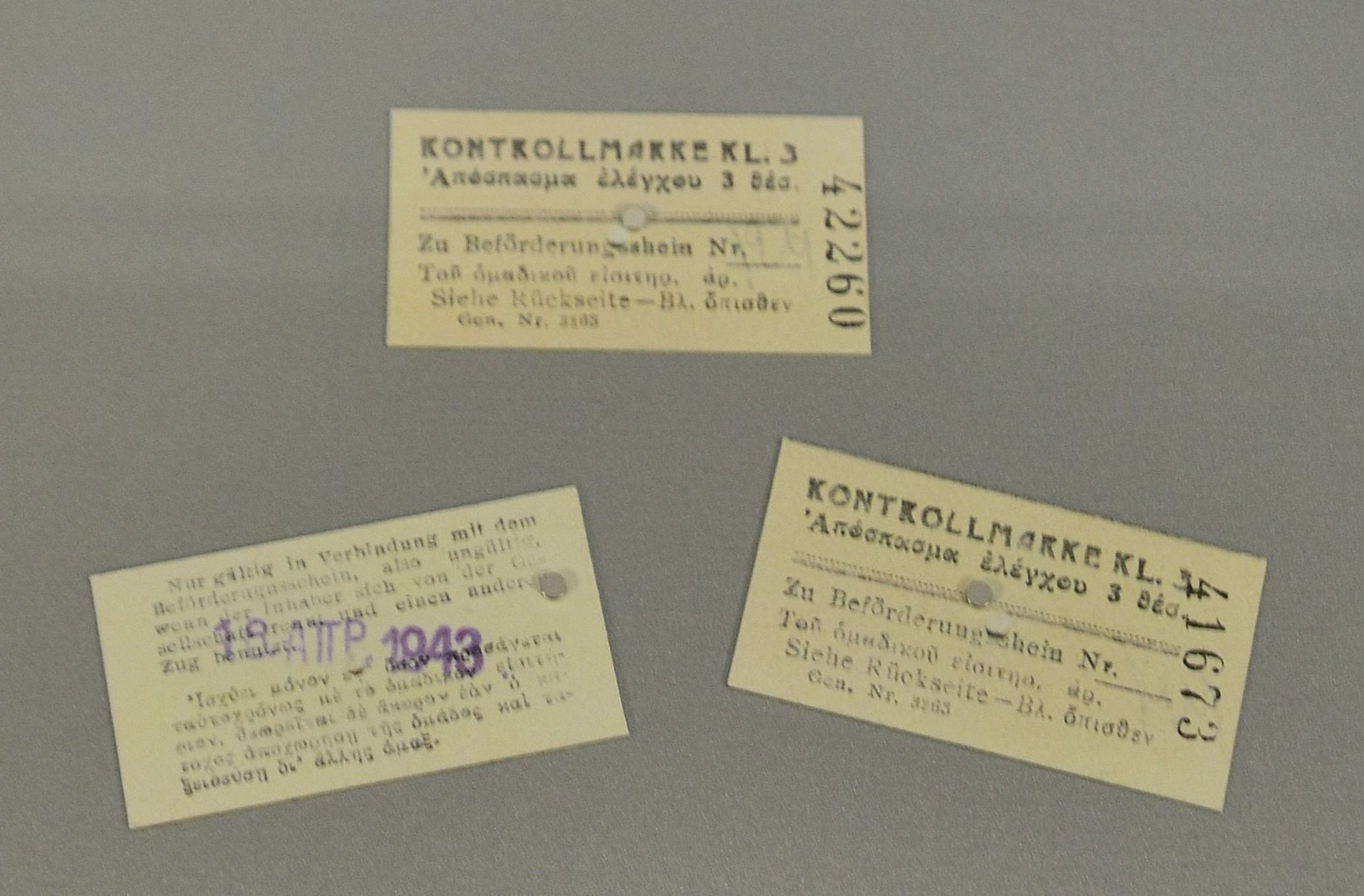
I biglietti del treno degli ebrei greci deportati ad Auschwitz-Birkenau per lo sterminio esposti al museo di Auschwitz.

La maggior parte degli ebrei fu costretta a pagare il proprio viaggio, in particolare laddove venivano utilizzate le carrozze passeggeri. Il pagamento avveniva sotto forma di deposito diretto alle SS, nell'ottica del mito del reinsediamento per lavorare in Oriente. Agli ebrei veniva addebitato il costo dell'alloggio nei ghetti; gli adulti pagavano biglietti di sola andata a prezzo pieno, i bambini sotto i 10-12 anni la metà, quelli sotto i quattro anni viaggiavano gratis. Coloro che avevano finito i risparmi erano i primi ad essere deportati.
Le SS trasferivano parte di questo denaro all'autorità tedesca dei trasporti per pagare le ferrovie tedesche per il trasporto degli ebrei. La Reichsbahn veniva pagata con l'equivalente di un biglietto ferroviario di terza classe per ogni prigioniero portato a destinazione: 8.000.000 di passeggeri, 4 Pfennig per chilometro di binario, per 600 km (lunghezza media del viaggio), pari a 240 milioni di Reichsmark.
La Reichsbahn intascò sia questo denaro che la propria parte di quello pagato dagli ebrei trasportati al netto del compenso delle SS. Secondo un rapporto di esperti, stilato per conto del progetto tedesco "Train of Commemoration", le entrate della Deutsche Reichsbahn di proprietà statale per le deportazioni di massa nel periodo tra il 1938 e il 1945 ammontano a 664.525.820,34 $ USD.

## Operazioni in Europa
Alimentati principalmente da efficienti locomotive a vapore, i treni dell'Olocausto erano costituiti fino ad un massimo di 55 vagoni merci, caricati dal 150% al 200% della capacità. La partecipazione delle Ferrovie dello Stato tedesche (la Deutsche Reichsbahn ) fu determinante per l'efficace attuazione della soluzione finale. La DRB veniva pagata per trasportare da migliaia di località europee gli ebrei e le altre vittime dell'Olocausto destinati alla morte nei campi di concentramento nazisti.
Oltre a trasportare ebrei tedeschi, la DRB coordinava i trasporti sulle reti ferroviarie dei territori occupati e degli alleati della Germania. Le caratteristiche della concentrazione organizzata e del trasporto delle vittime dell'Olocausto variavano da paese a paese.

### Belgio
La Germania invase il Belgio il 10 maggio 1940. A partire dal 28 ottobre 1940 tutti gli ebrei furono costretti a registrarsi presso la polizia, e grazie a queste liste il Belgio diventò il primo paese dell'Europa occidentale occupata a deportare ebrei immigrati. Fulcro dell'attuazione della "soluzione finale" in Belgio fu il campo di transito di Malines, scelto in quanto lo snodo più importante del sistema ferroviario nazionale. Il primo convoglio partì da Mechelen per i campi di sterminio il 22 luglio 1942, ma quasi 2.250 ebrei erano già stati deportati come lavoratori forzati per l'Organizzazione Todt nel nord della Francia. Nell'ottobre 1942 furono deportate circa 16.600 persone (17 convogli). In seguito all'intervento della regina Elisabetta presso le autorità tedesche le deportazioni furono sospese fino a gennaio 1943, dopodiché ripresero.
A settembre per la prima volta furono deportati ebrei con la cittadinanza belga. Dopo la guerra il collaboratore Felix Lauterborn dichiarò durante il suo processo che l'80% degli arresti ad Anversa avveniva utilizzando le informazioni di informatori pagati. In totale, nel 1943 furono deportati 6.000 ebrei, nel 1944 altri 2.700. I trasporti furono interrotti dal peggiorare della situazione nel Belgio occupato prima della liberazione.
Le percentuali di ebrei deportati variavano a seconda della località: dal 67% ad Anversa ai valori più bassi a Bruxelles (37%), Liegi (35%) e Charleroi (42%). La destinazione principale dei convogli era il campo di concentramento di Auschwitz. Un numero minore fu inviato a Buchenwald e Ravensbrück, così come al campo di concentramento di Vittel in Francia. In tutto dal Belgio furono deportati 25.437 ebrei, di cui solo 1.207 sopravvissero alla guerra.
L'unico episodio della seconda guerra mondiale in cui un treno dell'Olocausto fu fermato dalla Resistenza accadde il 19 aprile 1943, quando il trasporto n. 20 lasciò Mechelen con a bordo 1.631 ebrei, diretto ad Auschwitz. Poco dopo la partenza il macchinista fermò il treno al semaforo rosso di emergenza, imitato in realtà dai belgi. Dopo un breve scontro a fuoco tra le guardie e i tre membri della Resistenza, muniti di una sola pistola, il treno ripartì. Delle 233 persone che tentarono di scappare 26 furono uccise sul posto, 89 catturate, 118 riuscirono a fuggire.

### Bulgaria
La Bulgaria entrò a far parte delle potenze dell'Asse nel marzo 1941 e prese parte all'invasione della Jugoslavia e della Grecia. Il governo bulgaro creò campi di transito a Skopje, Blagoevgrad e Dupnica per gli ebrei dell'ex provincia serba di Banovina del Vardar e della Tracia. Le "deportazioni ad est" di 13.000 detenuti, per lo più nel campo di sterminio di Treblinka, iniziarono il 22 febbraio 1943, prevalentemente su carrozze passeggeri. In quattro giorni circa 20 convogli partirono verso la Polonia occupata in condizioni di grave sovraffollamento, al punto da rendere necessario che ogni treno si fermasse ogni giorno per scaricare i corpi dei morti nelle 24 ore precedenti. Nel maggio 1943 il governo bulgaro guidato dal re Boris III espulse 20.000 ebrei da Sofia e, allo stesso tempo, organizzò la deportazione degli ebrei bulgari nei campi in accordo con la Germania. Un treno dell'Olocausto proveniente dalla Tracia fu visto personalmente dall'arcivescovo Stefan di Sofia, che ne rimase scioccato. Alla fine gli ebrei cittadini della Bulgaria non furono deportati.

### Boemia e Moravia
La Cecoslovacchia fu annessa alla Germania nazista nel 1939. All'interno del nuovo protettorato etnico di Boemia e Moravia le Ferrovie dello Stato cecoslovacche (ČSD) furono rilevate dal Reichsbann e fu istituita la nuova compagnia ferroviaria tedesca Böhmisch-Mährische Bahn (BMB). Durante l'Olocausto furono assassinati tre quarti degli ebrei boemi e moravi, dei quali 33.000 morirono nel ghetto di Theresienstadt. Il resto fu trasportato sui treni dell'Olocausto da Theresienstadt principalmente ad Auschwitz-Birkenau. L'ultimo treno per Birkenau partì da Theresienstadt il 28 ottobre 1944 con 2.038 ebrei, di cui 1.589 furono immediatamente gasati.

### Francia
Sotto il governo di Vichy la compagnia ferroviaria nazionale francese SNCF svolse la sua parte nella soluzione finale. In totale il governo di Vichy deportò nei campi di concentramento e di sterminio costruiti dai tedeschi più di 76.000 ebrei, senza cibo né acqua (invano invocato dalla Croce Rossa), così come migliaia di altri cosiddetti indesiderabili, in virtù di un accordo con il governo tedesco. Sopravvisse meno del 3 per cento.
Secondo Serge Klarsfeld, presidente dell'organizzazione Association des fils et filles des déportés juifs de France (FFDJF), SNFC fu costretta dalle autorità tedesche e di Vichy a cooperare nel fornire il trasporto per gli ebrei francesi al confine e non ne trasse alcun profitto. Nel dicembre 2014 la società accettò di risarcire con 60 milioni di dollari i sopravvissuti all'Olocausto francesi residenti negli Stati Uniti., circa 100000 $ per sopravvissuto.
Il campo di internamento di Drancy funse da principale snodo dei trasporti per l'area di Parigi e per le regioni limitrofe fino all'agosto 1944, sotto il comando di Alois Brunner. Fino al 3 febbraio 1944 da lì partirono per Birkenau 67 treni. Il campo di internamento di Vittel serviva il nord-est, più vicino al confine tedesco. Dopo il confine tutti i trasporti venivano presi in carico dagli agenti tedeschi. Al 23 giugno 1943 furono deportati dalla Francia 50.000 ebrei, un ritmo che i tedeschi consideravano troppo lento. L'ultimo treno partì da Drancy il 31 luglio 1944 con oltre 300 bambini a bordo.

### Grecia
Dopo l'invasione la Grecia rimase divisa tra le zone di occupazione italiana, bulgara e tedesca fino al settembre 1943. La maggior parte degli ebrei greci viveva a Salonicco, governata dalla Germania, dove fu allestito un campo di raccolta per gli ebrei provenienti da Atene e dalle isole. Da lì 45.000-50.000 ebrei furono inviati ad Auschwitz-Birkenau tra marzo e agosto 1943. C'erano anche 13.000 ebrei greci nella zona italiana e 4.000 ebrei in quella bulgara. Nel settembre 1943 la zona italiana fu rilevata dal Terzo Reich.
Complessivamente, prima della fine della guerra furono deportati dalle SS sui treni dell'Olocausto ad Auschwitz, Majdanek, Dachau e nei sottocampi di Mauthausen circa 60.000-65.000 ebrei greci, compreso oltre il 90% della popolazione prebellica di Salonicco che consisteva in 50.000 ebrei. Di questi 5.000 furono deportati dalla Tracia e dalla Macedonia a Treblinka, dove furono uccisi con il gas all'arrivo.

### Italia
L'opinione popolare secondo cui Benito Mussolini resistette alla deportazione degli ebrei italiani in Germania generalmente è vista dagli studiosi ebrei come riduttiva, perché la comunità ebraica italiana di 47.000 persone rappresentava gli ebrei più integrati d'Europa. Prima dello scoppio della guerra circa un terzo dei maschi ebrei era membro del Partito Fascista; più di 10.000 ebrei nascondevano la propria identità, perché l'antisemitismo faceva parte dell'ideale stesso di italianità, scriveva Wiley Feinstein.
L'Olocausto in Italia iniziò nel settembre 1943 dopo l'invasione tedesca in seguito all'armistizio di Cassibile. Nel febbraio 1944 i tedeschi spedirono 8.000 ebrei ad Auschwitz-Birkenau attraverso l'Austria e la Svizzera, sebbene più della metà delle vittime arrestate e deportate dal centro e dal nord Italia fossero state radunate dalla polizia italiana e non dai nazisti. Sempre tra il settembre 1943 e l'aprile 1944 almeno 23.000 soldati italiani furono deportati per lavorare come schiavi nell'industria bellica tedesca, mentre oltre 10.000 partigiani furono catturati e deportati a Birkenau. Nel 1944 c'erano oltre mezzo milione di italiani che lavoravano a beneficio della macchina da guerra tedesca.

### Norvegia
La Norvegia si arrese alla Germania nazista il 10 giugno 1940. In quegli anni in Norvegia si contavano 1.700 ebrei; di questi circa la metà riuscì a fuggire nella neutrale Svezia. I rastrellamenti delle SS iniziarono nell'autunno del 1942 con il supporto della polizia norvegese. Alla fine di novembre 1942 tutti gli ebrei di Oslo, compresi donne e bambini, su una nave requisita dal governo Quisling furono portati ad Amburgo e da lì in treno ad Auschwitz-Birkenau. In totale, tra il 1940 e il 1945 furono inviati via mare in Germania 770 ebrei norvegesi, di cui sopravvissero solo due dozzine.

### Paesi Bassi
I Paesi Bassi furono invasi il 10 maggio 1940 e caddero sotto il controllo militare tedesco. La comunità di ebrei olandesi, compresi i nuovi rifugiati provenienti dalla Germania e dall'Austria, era stimata in 140.000 persone. La maggior parte di quelli originari dei paesi Bassi fu concentrata nel ghetto di Amsterdam prima di essere trasferita al campo di transito di Westerbork nel nord-est vicino al confine tedesco. I deportati per "reinsediamento", in partenza a bordo dei treni passeggeri e merci della Nederlandse Spoorwegen, non erano consapevoli della loro destinazione e del loro destino: infatti i biglietti venivano spesso lanciati dai treni in movimento come cartoline ricordo.
La maggior parte dei circa 100.000 ebrei inviati a Westerbork morì: al momento della liberazione vi rimanevano circa 870 ebrei. Tra luglio 1942 e settembre 1944, quasi ogni martedì, uno dei 94 treni in partenza aveva come destinazione i campi di sterminio di Auschwitz-Birkenau e Sobibor, o Bergen-Belsen e Theresienstadt. Circa 60.000 prigionieri furono inviati ad Auschwitz e 34.000 a Sobibor. Solo 5.200 deportati sopravvissero, la maggior parte a Theresienstadt (circa 1980 sopravvissuti) e Bergen-Belsen (circa 2050). Di quelli sui sessantotto trasporti destinati ad Auschwitz tornarono 1052 persone, comprese 181 delle 3450 persone prese da diciotto treni di Koźle. C'erano 18 sopravvissuti su circa mille persone selezionate nei diciannove treni per Sobibor, il resto veniva ucciso all'arrivo.
Per i Paesi Bassi il tasso di sopravvivenza globale tra gli ebrei che salivano sui treni diretti a tutti i campi era del 4,86%. Il 29 settembre 2005 la compagnia ferroviaria nazionale olandese Nederlandse Spoorwegen (NS) si è scusata per il suo ruolo nella deportazione degli ebrei nei campi di sterminio.

### Polonia
Dopo l'invasione della Polonia nel settembre 1939 la Germania nazista sciolse immediatamente le Ferrovie Nazionali Polacche (PKP) e cedette i loro beni alla Deutsche Reichsbahn nelle regioni Slesia, Grande Polonia e Pomerania. Nel novembre 1939, non appena fu istituito il Governatorato Generale nella Polonia centrale occupata, fu istituito un ramo separato della DRB chiamato Generaldirektion der Ostbahn (Kolej Wschodnia in polacco) con quartier generale chiamato GEDOB a Cracovia; tutte le filiali DRB esistevano al di fuori della Germania vera e propria. Alla Ostbahn furono concessi 3.818 chilometri di linee ferroviarie, quasi raddoppiate nel 1941, e inizialmente 505 km di linee a scartamento ridotto.
Nel dicembre 1939, su richiesta di Hans Frank a Berlino, la Ostbahndirektion ottenne l'indipendenza finanziaria dopo aver restituito 10 milioni di Reichsmark a DRB. La riparazione dei danni provocati delle bombe fu completata nel 1940. La direzione polacca fu vittima delle esecuzioni di massa (Intelligenzaktion del 1939 e AB-Aktion del 1940) o imprigionata nei campi di concentramento nazisti e i posti di lavoro manageriali furono assegnati a funzionari tedeschi con circa 8.000 promozioni istantanee. La nuova divisione orientale di DRB acquisì 7.192 km di nuove linee ferroviarie ordinarie e 1.052 km di quelle a scartamento ridotto (linee principalmente industriali) nelle regioni annesse.
La Deutsche Reichsbahn rilevò nuove infrastrutture in Polonia per un valore di oltre 8.278.600.000 złoty, comprese alcune delle più grandi fabbriche di locomotive in Europa, la H. Cegielski - Poznań ribattezzata DWM e la Fablok a Chrzanów, ribattezzata Oberschlesische Lokomotivwerke Krenau, che produceva i motori Ty37 e Pt31 (progettato in Polonia), così come la fabbrica di componenti per locomotive Babcock-Zieleniewski a Sosnowiec, ribattezzata Ferrum AG (in seguito incaricata di realizzare parti anche per i razzi V-1 e V-2). Sotto la nuova gestione, le ex società polacche iniziarono a produrre i motori tedeschi BR44, BR50 e BR86 già nel 1940 praticamente gratis, utilizzando il lavoro forzato. I ferrovieri polacchi erano costretti a scegliere tra il posto di lavoro e la morte. Le loro esecuzioni pubbliche furono introdotte nel 1942. Nel 1944 le fabbriche di Poznań e Chrzanów producevano in serie le locomotive BR52 "Kriegslok" ridisegnate per il fronte orientale, con una durata di vita intenzionalmente ridotta.
Prima dell'inizio dell'Operazione Reinhard, che segnò la fase più letale dell'Olocausto in Polonia, molti ebrei venivano trasportati su strada verso i luoghi di sterminio come il campo di sterminio di Chełmno, dotato dei furgoni a gas. Nel 1942 furono costruite camere a gas fisse a Treblinka, Belzec, Sobibor, Majdanek e Auschwitz. Dopo l'occupazione nazista del PKP la circolazione dei treni provenienti dall'interno e dall'esterno della Polonia occupata diretti ai campi di sterminio veniva monitorata da Dehomag, un macchinario fornito dalla IBM basato sulla lettura di schede cartacee perforate insieme alle tradizionali lettere di vettura fornite dalla Reichsbahn. I treni dell'Olocausto erano sempre gestiti e diretti da uomini di origine tedesca delle SS, inviati appositamente per rivestire quel ruolo all'interno del sistema.
I trasporti ai campi durante l'Operazione Reinhard provenivano principalmente dai ghetti. Il ghetto di Varsavia conteneva oltre 450.000 ebrei in un'area destinata a circa 60.000 persone. Il secondo ghetto più grande, a Łódź, ospitava 204.000 ebrei. Entrambi i ghetti avevano punti di raccolta, conosciuti come Umschlagplatz, lungo i binari ferroviari. La maggior parte delle deportazioni da Varsavia a Treblinka avvenne tra il 22 luglio e il 12 settembre 1942. Le gassazioni a Treblinka iniziarono il 23 luglio 1942. Due treni consegnavano le vittime sei giorni alla settimana, da 4.000 a 7.000 persone alla volta: il primo al mattino presto e il secondo a metà pomeriggio. Tutti i nuovi arrivati venivano inviati immediatamente all'area di svestizione dalla squadra di Sonderkommando che gestiva la piattaforma di arrivo, e da lì alle camere a gas.
Secondo i documenti tedeschi, compreso il rapporto ufficiale del Brigadeführer delle SS Jürgen Stroop, durante questo periodo circa 265.000 ebrei furono trasportati su treni merci dal ghetto di Varsavia a Treblinka. L'operazione di sterminio, nome in codice Grossaktion Warsaw, si concluse diversi mesi prima della successiva insurrezione del ghetto di Varsavia con conseguenti nuove deportazioni. Il numero totale di vittime, la maggior parte delle quali furono trasportate in treno ai campi di sterminio nell'ambito dell'operazione Reinhard, secondo Il telegramma Höfle del 1942 e considerati i totali noti oggi, è il seguente:
- Campo di concentramento di Majdanek: 24.733 (numero complessivo di 130.000 vittime, secondo una ricerca del Majdanek State Museum) [97]
- Campo di sterminio di Bełżec: 434.508 (totale reale di 600.000 con 246.922 deportati dall'interno del solo Governatorato Generale, da una ricerca contemporanea) [98]
- Campo di sterminio di Sobibór: 101.370 (conteggio finale superiore a 200.000 con i 140.000 provenienti da Lublino e 25.000 da Leopoli, secondo gli storici contemporanei) [99]
- Campo di sterminio di Treblinka: 713.555 (minimo di 800.000-900.000 al campo II e 20.000 al campo I) [100]

Il telegramma Höfle elenca, campo per campo, il numero di arrivi fino al 1942, per un totale di 1.274.166 ebrei in base ai registri della Reichsbahn. L'ultimo treno per Treblinka lasciò il ghetto di Białystok il 18 agosto 1943; tutti i prigionieri furono uccisi nelle camere a gas, dopodiché il campo fu chiuso per ordine di Globočnik. Degli oltre 245.000 ebrei che passarono per il ghetto di Łódź, gli ultimi 68.000 detenuti, all'epoca il più grande assembramento finale di ebrei in tutta l'Europa occupata dai tedeschi, furono liquidati dopo il 7 agosto 1944: invitati a prepararsi per il reinsediamento, nei 23 giorni successivi furono invece inviati in treno ad Auschwitz-Birkenau al ritmo di 2.500 al giorno.

### Romania
Căile Ferate Române, le ferrovie rumene, furono coinvolte nel trasporto degli ebrei e rom verso i campi di concentramento nel Vecchio regno di Romania, in Bessarabia, nella Bucovina settentrionale e in Transnistria. Dopo il pogrom di Iași, gli ebrei furono caricati con la forza su vagoni merci e viaggiarono per sette giorni in condizioni inimmaginabili. Molti morirono o furono gravemente colpiti dal caldo torrido e dalla mancanza di aria, acqua, cibo e cure mediche. Questi veri e propri treni della morte giunsero a destinazione (Podu Iloaiei e Călărași) con solo un quinto dei trasportati in vita. Nessuna scusa ufficiale fu mai presentata da Căile Ferate Române per il loro ruolo nell'Olocausto in Romania.

### Slovacchia
Il 9 settembre 1941 il parlamento dello Stato slovacco ratificò il Codice ebraico, una serie di leggi e regolamenti che privarono gli 89.000 ebrei slovacchi dei diritti civili e dei mezzi di sostentamento. Il Partito popolare slovacco al governo pagò 500 Reichsmark per ogni ebreo espulso in cambio della promessa che i deportati non sarebbero mai tornati in Slovacchia. La Croazia e la Slovacchia furono gli unici alleati dell'Asse a pagare per la deportazione della propria popolazione ebraica, la maggior parte della quale morì in due cicli di deportazioni. Il primo, nel 1942, ne portò via due terzi; il secondo, dopo la rivolta nazionale nel 1944, fece altre 13.500 vittime, 10.000 delle quali non tornarono.

### Svizzera
La Svizzera non fu invasa perché i ponti e le gallerie di montagna che la collegavano alla Germania e all'Italia erano troppo vitali da metterli a repentaglio in guerra; d'altro canto, le banche svizzere fornivano il necessario accesso ai mercati internazionali commerciando l'oro rubato. Secondo alcuni testimoni oculari anonimi, il governo svizzero permise ai treni dell'Olocausto (secondo la loro conoscenza, dal 1942) di utilizzare il tunnel del San Gottardo per raggiungere i campi. La maggior parte dei rifornimenti di guerra venivano spediti in Italia attraverso il passo austriaco del Brennero.
Esistono prove sostanziali che a partire dal 1944, durante l'occupazione tedesca dell'Italia settentrionale, quando i treni tedeschi passavano per la Svizzera ogni 10 minuti, queste spedizioni comprendevano sia gli italiani destinati ai lavori forzati sia i carichi di ebrei. Il tunnel diventò ancor più necessario dopo le complicazioni sorte in seguito al bombardamento da parte della Royal Air Force britannica che, insieme alla forte nevicata nell'inverno 1944-1945, interruppe i collegamenti attraverso il Brennero. Dei 43 treni che poté individuare la Commissione Bergier nel 1996, 39 erano passati attraverso l'Austria (Brennero, Tarvisio), uno attraverso la Francia (Ventimiglia, Nizza). La commissione non riuscì a trovare alcuna prova del passaggio degli altri tre per la Svizzera. È possibile che il treno stesse riportando i dissidenti dai campi di concentramento. A partire dal 1944 alcuni treni di rimpatrio organizzati dalla Croce Rossa attraversarono la Svizzera ufficialmente.

### Ungheria
Mentre era alleata con la Germania nazista, l'Ungheria acquisì nuove province sia al Primo (1938) che al Secondo arbitrato di Vienna (1940). In virtù di questo, come anche a causa della variazione dei criteri di definizione di "ebreo" (vedi Raul Hilberg nel IV capitolo,"Definizione a mezzo decreto", dell'opera La Distruzione degli Ebrei d'Europa pp. 63-80) l'entità della popolazione prebellica ungherese riportata da diverse fonti può variare. Secondo il censimento ufficiale di gennaio 1941, era pari a 725.007, di cui 184.453 a Budapest.
L'esercito ungherese ricevette un aiuto vitale dalle Ferrovie dello Stato ungheresi (MÁV) nella Transilvania settentrionale (Erdély). Gli ebrei non originari del paese subirono l'espulsione: circa 20.000 furono trasportati nella Cecoslovacchia occupata e nella Jugoslavia, mentre gli ebrei della Transilvania furono rimandati in Romania. L'Ungheria prese parte all'operazione Barbarossa, fornendo 50.000 schiavi ebrei per il fronte orientale. Entro gennaio 1943 la maggior parte dei lavoratori era morta. Più tardi, sempre nel 1943, Hitler scoprì che il primo ministro Miklós Kállay aveva segretamente conferito con gli alleati occidentali. Per fermarlo, nel marzo 1944 la Germania lanciò l'operazione Margarethe e prese il controllo di tutti gli affari ebraici.
Il 29 aprile 1944 ebbe luogo la prima deportazione degli ebrei ungheresi a Birkenau. Tra il 15 e il 25 maggio, secondo Edmund Veesenmayer SS-Brigadeführer, ne furono deportati 138.870. Il 31 maggio 1944 Veesenmayer riferì che in sei giorni furono inviati nei campi altri 60.000 ebrei, mentre negli ultimi 16 giorni il totale ammontava a 204.312 vittime. Tra maggio e luglio 1944, aiutati dalla polizia ungherese, i Sicherheitspolizei tedeschi deportarono quasi 440.000 ebrei ungheresi per lo più ad Auschwitz-Birkenau; secondo altre fonti, 437.000, al ritmo di 6.250 al giorno.
Si stima che circa 320.000 siano stati assassinati ad Auschwitz-Birkenau prima del luglio 1944. L'8 luglio la deportazione degli ebrei dall'Ungheria si interruppe a causa delle pressioni internazionali del Papa, del re di Svezia e della Croce Rossa (tutti ne avevano appreso la portata poco prima). Nell'ottobre 1944, a seguito di un colpo di stato che riportò il controllo nelle mani dei filo-nazisti ungheresi, circa 50.000 ebrei furono costretti a una marcia della morte verso la Germania; dovettero scavare anche fossati anticarro sulla strada verso ovest. Altri 25.000 furono portati in un ghetto internazionale, ideato da Carl Lutz e Raoul Wallenberg, sotto la protezione svedese. Quando l'esercito sovietico liberò Budapest il 17 gennaio 1945, degli 825.000 ebrei presenti inizialmente nel paese erano ancora vivi meno di 260.000 persone, comprese 80.000 originarie dell'Ungheria.

## Conseguenze
Con l'avanzata dell'esercito sovietico nell'Europa occupata dai tedeschi e lo sbarco degli alleati in Normandia nel giugno 1944, il numero di treni e di persone trasportate iniziò a variare notevolmente. Nel novembre 1944, chiuso Birkenau, i treni della morte cessarono. Mentre gli eserciti sovietici e alleati arrivavano alle spinte finali, i nazisti trasportarono i sopravvissuti dei campi di concentramento negli altri campi situati all'interno del Terzo Reich o nelle aree di confine, dove credevano di poter negoziare il rilascio dei prigionieri di guerra tedeschi catturati scambiandoli con gli ebrei o con i nati al di fuori dei territori occupati dai tedeschi. Molti dei detenuti furono trasportati attraverso le famigerate marce della morte; nell'aprile 1945, tra gli altri trasporti, tre treni partirono da Bergen-Belsen diretti a Theresienstadt; furono tutti liberati.
L'ultimo treno registrato è quello utilizzato per il trasporto delle donne della Flossenbürg March nel marzo 1945, dove per tre giorni i superstiti rimanenti furono stipati nei vagoni bestiame in attesa di proseguire. Solo 200 delle 1000 donne partite sopravvissero all'intero viaggio fino a Bergen-Belsen.

## Commemorazione
In tutta Europa ci sono numerose commemorazioni nazionali del trasporto di massa degli ebrei durante la "soluzione finale". Allo stesso tempo perdurano alcune controversie circa la storia dei sistemi ferroviari utilizzati dai nazisti.

### Francia
Nel 1992 SNCF ha commissionato un rapporto sul suo coinvolgimento nella seconda guerra mondiale. L'azienda ha aperto i propri archivi a uno storico indipendente, Christian Bachelier, il cui rapporto è stato pubblicato in francese nel 2000 e tradotto in inglese nel 2010.
Nel 2001 Georges Lipietz, un sopravvissuto all'Olocausto trasportato dalla SNCF al campo di internamento di Drancy nel 1944 e trattenuto per diversi mesi prima che il campo venisse liberato, ha intentato una causa contro questa società ferroviaria di proprietà del governo francese.  Dopo la morte di Lipietz la causa è stata portata avanti dalla sua famiglia e nel 2006 un tribunale amministrativo di Tolosa si è pronunciato a favore di essa. La SNCF è stata condannata a pagare 61.000 euro di risarcimento, ma ha impugnato la sentenza presso la corte d'appello di Bordeaux, che nel marzo 2007 l'ha ribaltata. Secondo lo storico Michael Marrus, la corte di Bordeaux "dichiarò che la compagnia ferroviaria aveva agito sotto l'autorità del governo di Vichy e dell'occupazione tedesca" e come tale non poteva essere ritenuta responsabile in modo indipendente.  Nel suo saggio del 2011 Marrus scrive che la società si è comunque assunta la responsabilità delle proprie azioni e ha espresso la volontà di aprire gli archivi rivelando il coinvolgimento nel trasporto delle vittime dell'Olocausto, suscitando interesse da parte dei poteri giuridico e legislativo.
Tra il 2002 e il 2004 la SNCF ha contribuito a finanziare una mostra sulla deportazione di bambini ebrei organizzata dal cacciatore di nazisti Serge Klarsfeld. Nel 2011 SNCF ha contribuito alla costruzione di una stazione ferroviaria fuori Parigi per la Shoah Foundation, per la creazione di un memoriale in onore delle vittime dell'Olocausto.

### Germania
Nel 2004/2005, spinti dalle iniziative delle compagnie ferroviarie in Francia e nei Paesi Bassi volte a commemorare le deportazioni di massa nelle stazioni ferroviarie, storici e giornalisti tedeschi hanno iniziato a chiedere pubblicamente che nelle stazioni ferroviarie tedesche dedicate al trasporto passeggeri fossero allestite mostre commemorative. La Deutsche Bahn AG (DB AG), di proprietà statale, successore della Deutsche Reichsbahn, ha risposto: "Non abbiamo né il personale né le risorse finanziarie" per questo genere di commemorazione. Allora nelle stazioni di Francoforte sul Meno e di Colonia, nonché all'interno dei treni di frontiera a lunga percorrenza sono state organizzate delle manifestazioni. Poiché la DB AG aveva risposto facendo reprimere le proteste dal personale di sicurezza, alcuni cittadini hanno noleggiato una locomotiva a vapore storica e hanno allestito una loro mostra in vagoni ristrutturati. Questo "Treno della Commemorazione" ha fatto il suo primo viaggio in occasione della Giornata Internazionale della Memoria dell'Olocausto del 27 gennaio 2007. La Deutsche Bahn AG gli ha negato l'accesso alle stazioni centrali di Amburgo e Berlino. Le comunità ebraiche tedesche hanno protestato contro la società che impone tariffe chilometriche e tariffe orarie per la mostra (che al 31 dicembre 2013 hanno raggiunto circa 290000 $).
I parlamentari di tutti i partiti del parlamento nazionale tedesco hanno invitato la DB AG a ravvedersi. Il ministro federale dei trasporti Wolfgang Tiefensee ha proposto una mostra dell'artista Jan Philipp Reemtsma sul ruolo delle ferrovie nella deportazione di 11.000 bambini ebrei destinati a morire nei campi di concentramento e di sterminio nazisti durante la seconda guerra mondiale. Poiché l'amministratore delegato della compagnia ferroviaria ha ribadito il rifiuto, si è verificata una "grave spaccatura" tra lui e il ministro dei trasporti. Il 23 gennaio 2008 è stato raggiunto un compromesso: la DB AG ha istituito la propria mostra fissa Sonderzüge in den Tod (Chartered Trains to Death - Deportation with the German Reichsbahn). Come hanno sottolineato i giornali nazionali, la mostra "non conteneva quasi nulla sui colpevoli". Le carriere postbelliche dei responsabili delle ferrovie rimasero "totalmente oscurate".
Dal 2009 l'associazione della società civile Train of Commemoration, che con le sue donazioni ha finanziato la mostra "Train of Commemoration" presentata in 130 stazioni tedesche con 445.000 visitatori, chiede un risarcimento cumulativo per i sopravvissuti a queste deportazioni in treno. I proprietari della ferrovia, il ministro dei trasporti e il ministro delle finanze respingono la richiesta.

### Paesi Bassi
La Nederlandse Spoorwegen ha fatto le sue scuse il 29 settembre 2005 per il ruolo avuto nella soluzione finale, iniziando una politica di pari opportunità e anti-discriminazione, che in parte dovrà essere monitorata dal Consiglio olandese degli ebrei.

### Polonia
Tutte le linee ferroviarie che portano ai campi di sterminio costruiti nella Polonia occupata sono tagliate simbolicamente fuori dal sistema ferroviario esistente, come il punto di arrivo ad Auschwitz, ben conservato e noto come "piattaforma Judenrampe". Nei punti di raccolta sono stati eretti monumenti commemorativi.
Nel 1988 è stato creato un monumento nazionale presso l'Umschlagplatz del ghetto di Varsavia. Progettato dall'architetto Hanna Szmalenberg e dallo scultore Władysław Klamerus, è costituito da una struttura in pietra che simboleggia un vagone merci aperto. A Cracovia il memoriale agli ebrei del ghetto deportati durante l'Olocausto si estende su tutto il sito di deportazione, noto come Piazza degli Eroi del Ghetto (Plac Bohaterow Getta). Inaugurato nel dicembre 2005, è costituito da grandi sedie in acciaio, ciascuna rappresentante 1.000 vittime, progettate dagli architetti Piotr Lewicki e Kazimierz Latak.
Nell'ex ghetto di Łódź il monumento fu costruito presso la stazione ferroviaria di Radegast, dove circa 200.000 ebrei tra polacchi, austriaci, tedeschi, lussemburghesi e cechi salirono a bordo dei treni nel periodo dal 16 gennaio 1942 al 29 agosto 1944.

## Compagnie ferroviarie coinvolte
- Deutsche Reichsbahn, la ferrovia tedesca del Reich
- CFR, le ferrovie dello stato in Romania
- MÁV, le ferrovie dello stato ungheresi
- BDZ (БДЖ), ferrovie nazionali bulgare
- Compagnia ferroviaria nazionale del Belgio
- Nederlandse Spoorwegen, nei Paesi Bassi[150]
- Ostbahn, un operatore ferroviario istituito dal Governatorato Generale nella Polonia occupata[155]
- SNCF, Compagnia Ferroviaria Nazionale Francese